# 6359 Дубінін
6359 Дубі́нін  (6359 Dubinin) — астероїд головного поясу, відкритий 13 січня 1977 року.
Тіссеранів параметр щодо Юпітера — 3,157.